# Nigella Lawsonová
Nigella Lucy Lawsonová (nepřechýleně Lawson, * 6. ledna 1960 Londýn) je známá britská novinářka, autorka řady kuchařek, moderátorka několika televizních pořadů o vaření. Její rodiče Nigel Lawson a Vanessa Lawson patří mezi známé osobnosti Velké Británie. Otec působil v politice a rodina její matky vlastnila potravinářskou společnost Lyons Coffee House. Proslavila se především svými televizními pořady, které z ní udělaly celosvětově známou a oblíbenou kuchařku a v současné době se vysílají v mnoha zemích světa. Mezi její nejznámější televizní kuchařské show patří Nigella Bites, Nigella Christmas Kitchen a Nigella’s kitchen. První kuchařku vydala v roce 1998 a do roku 2013 vydala už deset knih. Obdržela řadu ocenění, mezi něž patří například British Book Award (získala ocenění autorky roku) nebo WH Smith Book Awards za lifestylovou knihu roku. Je vdova a má dvě děti.

## Život
Narodila se 6. ledna 1960 v Londýně. Její otec Nigel Lawson byl ministrem financí v době vlády Margaret Thatcherové, kdy vystupoval za konzervativní stranu. Působil také jako novinář. Její matka Vanessa Lawson, rozená Salmon, která zemřela na rakovinu v roce 1985 byla známou dědičkou řetězce restauraci a hotelů Lyons Coffee House. Nigella pochází ze čtyř dětí, měla jednoho bratra a dvě sestry. Jedna z jejích sester, Thomasina, zemřela v roce 1993 na rakovinu prsu.
V dětství se Nigella potýkala s řadou problémů, což mnozí přičítají jejímu komplikovanému vztahu s matkou, o kterém se několikrát zmínila v rozhovorech pro britská média. Zároveň byla ale také značně introvertní. V době základní školní docházky vystřídala během devíti let devět různých škol. Podařilo se jí ale nakonec vystudovat univerzitu v Oxfordu, obor středověké a moderní jazyky. Po vysoké škole působila v řadě médií jako novinářka. Při práci žurnalistiky v The Sunday Times se sblížila se svým kolegou Johnem Diamondem a vzala si ho v roce 1992 v Benátkách. Mají spolu dvě děti – dceru Cosimu Thomasinu a syna Bruna Paula. Její manžel onemocněl rakovinou a umíral v době, kdy opustila práci novinářky a sklízela první úspěchy jako autorka kuchařek. O svém boji s rakovinou hrtanu psal pravidelný sloupek do novin a Nigellu se podle jejích slov snažil do poslední chvíle podporovat. Zemřel v roce 2001. Devět měsíců po smrti manžela začala žít s jeho kamarádem, sběratelem umění, reklamním magnátem a jedním z nejbohatších mužů Velké Británie Charlesem Saatchim. Vzali se v roce 2003. V roce 2013 novináři z magazínu Sunday People zveřejnili fotografii, na které Saatchi drží Lawsonovou v restauraci Mayfair za krk patrně v průběhu hádky. Tentýž rok v červenci se manželé rozvedli.
V současné době Nigella Lawsonová pracuje pro televizní kanál ABC jako producentka a zároveň porotkyně kuchařské soutěže The Taste.

## Kariéra
Po vystudování univerzity v Oxfordu začala v polovině osmdesátých let pracovat jako novinářka pro konzervativní magazín The Spectator. Nejprve zde psala knižní recenze, později sloupky hodnotící restaurace. Od roku 1986 působila jako literární editorka v The Sunday Times. Zde se seznámila se svým manželem, který jí poradil, aby začala psát o jídle a vaření. Postupně se tedy věnovala kulinářské tematice a psala pro média jako The Daily Telegraph, The Evening Standard, The Observer, The Times Magazíne a sloupky o jídle psala do známého časopisu Vogue. Pouhé dva týdny pracovala pro rádio The Talk Radio.
K psaní kuchařek se rozhodla poté, co podle svých slov na jedné párty viděla plakat hostitelku kvůli pokaženému dezertu. První kniha jí vyšla v roce 1998 pod názvem How to Eat: Pleasures and Principles of Good Food („Jak jíst“). Kniha se stala bestsellerem a prodalo se jí více než 300 000 výtisků. O dva roky později vydala další úspěšnou kuchařskou knihu Jak se stát domácí bohyní (How to Be a Domestic Goddess: Baking and the Art of Comfort Cooking), která se zaměřovala především na pečení. Mezi lety 2001 a 2012 vydala dalších osm kuchařek.
Od roku 1999 měla vlastní televizní kuchařský pořad Nigella Bites, na který navázaly další úspěšné pořady, které se vysílaly po celém světě. V České republice se například objevil její pořad Nigella vaří rychlovky (Nigella Express). Nejnověji zasedla v porotě britské kuchařské soutěže The Taste, která zatím nebyla odvysílána. Za své knihy i televizní pořady obdržela řadu ocenění.

## Knihy v češtině
- Život je hostina, Euromedia Group – Ikar, 2012, ISBN 978-80-249-1948-5
- Vánoce s Nigellou, Euromedia Group – Ikar, 2010, ISBN 978-80-249-1422-0
- Chuť domácí kuchyně, Euromedia Group – Ikar, 2013, ISBN 978-80-249-2235-5
- Vaříme Expres, Euromedia Group – Ikar, 2009, ISBN 978-80-249-1188-5

## Televizní pořady
- 1999 – 2001 Nigella Bites
- 2002 Forever Summer
- 2005 Nigella
- 2006 Nigella Feasts
- 2006, 2008 Nigellla's Christmas Kitchen
- 2007 Nigella Expres
- 2010 Nigella Kitchen
- 2012 Nigellisima

## Ocenění
- 2000: British Book Award – ocenění Autor roku za knihu How to be a Domestic Goddess
- 2001: WH Smith Book Award – kniha How To Be A Domestic Goddess se dostlaa do nominace na ocenění Lifestylová kniha roku
- 2001: Guild of Food Writers – Teůevizní pořad roku za Nigella Bites
- 2001: World Food Media Award – Zlatá "naběračka" v kategorii Nejlepší kuchařská televizní show za pořad Nigella Bites
- 2002: WH Smith Book Awards – Lifestylová kniha roku – Nigella Bites
- 2007: World Food Media Award – "Zlatá naběračka" v kategorii Nejlepší televizní show o jídle nebo pití za pořad Nigella's Christmas Kitchen [8]